# Policarp Hortolà

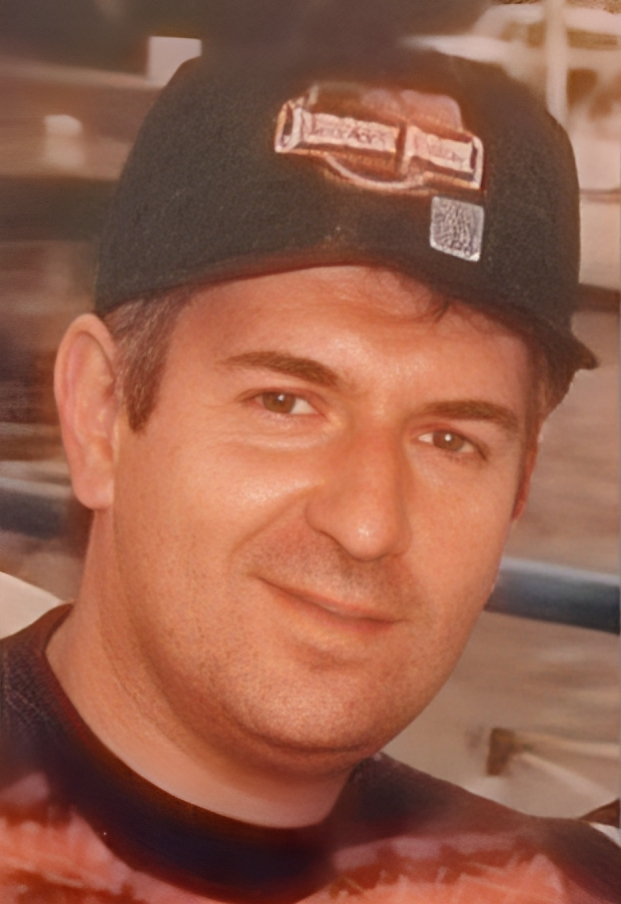
Policarp Hortolà (ca. 1996).

Policarp Hortolà i Gómez  (Badalona, 13 de septiembre de 1958) es un biólogo español. Descubrió y sistematizó las distintas morfologías de los eritrocitos, glóbulos rojos de la sangre, en las manchas de sangre de mamíferos, investigaciones originales en las que se basa la nueva ciencia denominada hemotafonomía, de la que es considerado fundador. La aplicación de esta nueva rama del conocimiento científico es relevante en biología forense, arqueología prehistórica y microscopía.

## Biografía
Compaginó los tres últimos cursos de Bachillerato (4º a 6º) con los estudios de Oficialía Industrial Química en la especialidad de químico de laboratorio. Tras el C.O.U., cursó la carrera de Ciencias Biológicas en la Universidad de Barcelona (UB). Aunque su vocación desde la infancia era la zoología y, concretamente, la etología, diversas circunstancias lo llevaron finalmente a explorar otros ámbitos de la biología. Realizó el programa de doctorado (Diploma de Estudios Avanzados) Registro sedimentario y evolución paleoambiental en el Departamento de Estratigrafía y Paleontología de la UB. Terminado el programa de doctorado, recibió una beca predoctoral del C.S.I.C. dentro del Equipo de Investigación de Atapuerca (EIA) en la Universidad Rovira i Virgili (URV), equipo al que había estado vinculado años antes. Obtuvo su grado de Doctor por esta universidad con la tesis Morfología de eritrocitos de mamífero en manchas de sangre: estudio sobre materiales líticos de interés tecnoprehistórico, recibiendo el Premio Extraordinario de Doctorado. 
Ha sido Investigador Ordinario de la URV desde 2002 hasta su jubilación en mayo de 2025, estando adscrito por esta Universidad al Instituto Catalán de Paleoecología Humana y Evolución Social (IPHES-CERCA) desde su creación en 2006. En junio de 2024 fue elegido miembro de pleno derecho (Fellow) de la Sociedad Linneana de Londres.
Aparte de su actividad investigadora, ha impartido en la Universidad asignaturas tales como Paleoecología Humana, Arqueología Molecular, Genética o Epistemología de la Evolución. Ha publicado numerosos artículos de investigación, reflexión y divulgación científicas, siendo también autor o coautor de diversos libros.

## Libros
- 1998. Datación por racemización de aminoácidos. Principios, técnicas y aplicaciones. Col. Tècnica núm. 1. Barcelona: Edicions de la Universitat de Barcelona. ISBN 84-8338-011-0

- 2006. Entendre la ciència des de dins (o si més no intentar-ho). Reflexions, a través de la pràctica científica, entorn d'una visió epistemològica per al tercer mil·lenni [coautor con Eudald Carbonell]. Col. Llavors d'idees núm. 1. Tarragona: Publicacions Universitat Rovira i Virgili. ISBN 84-8424-071-1 [edición castellana (2010): Entender la ciencia desde dentro (o por lo menos intentarlo). Reflexiones, a través de la práctica científica, en torno a una visión epistemológica para el tercer milenio. Col. Llavors d'idees núm. 5. Tarragona: Publicacions Universitat Rovira i Virgili. ISBN 978-84-8424-164-5]

- 2013. The aesthetics of haemotaphonomy. Stylistic parallels between a science and literature and the visual arts. Sant Vicent del Raspeig (Alicante): Editorial Club Universitario. ISBN 978-84-9948-991-9.

- 2015. Ens farem humans? Un Homo sapiens amb consciència crítica d'espècie [coautor con Eudald Carbonell]. Col. Prisma núm. 35. Valls: Cossetània Edicions. ISBN 978-84-9034-306-7

- 2017. Biomoléculas antiguas. Una introducción a la arqueología molecular. Sant Vicent del Raspeig (Alicante): Editorial Club Universitario. ISBN 978-84-16704-99-6.
- 2023. Epistemología de la evolución. Una introducción a sus bases científico-filosóficas. Sant Vicent del Raspeig (Alicante): Editorial Club Universitario. ISBN 978-84-12545-49-4.